# Corambis foeldvarii
Corambis foeldvarii (лат.) — вид пауков-скакунов из подсемейства Salticinae.

## Распространение
Океания: Новая Каледония.

## Описание
Мелкие пауки-скакуны оранжево-коричневого цвета, длина менее 1 см. Самки: тело очень узкое и длинное; головогрудь красновато-коричневая; вокруг глаз чёрные отметины, волоски серые; брюшко бежевое; клипеус и хелицеры коричневые; максиллы и лабиум коричневые; стернум светлый; вентер бежевый; первая пара ног коричневая, другие ноги серые.

## Классификация и этимология
Вид был впервые описан в 2002 году венгерским арахнологом Tamás Szűts, а его валидный статус подтверждён в 2019 году польскими арахнологами Барбарой Патолетой и Мареком Забкой (Siedlce University of Natural Sciences and Humanities, Седльце, Польша). Включён в состав трибы Viciriini из номинативного подсемейства Salticinae.